# Javier Balboa
Javier Ángel Balboa Osa (ur. 13 maja 1985 w Madrycie) – piłkarz pochodzący z Gwinei Równikowej, grający obecnie w drużynie AO Trikala, na pozycji skrzydłowego. Posiada także paszport hiszpański.

## Kariera klubowa
Balboa jest wychowankiem Realu Madryt. Początkowo występował w drużynie C, a w 2005 roku awansował do Realu Madryt Castilla. Tam spędził jeden sezon i występował w podstawowej jedenastce (28 meczów, 1 gol), a 26 października 2005 zadebiutował w Primera División w przegranym 1:3 meczu z Deportivo La Coruña. Przed sezonem 2006/2007 wyjechał na zgrupowanie do Austrii, jednak ostatecznie trener Fabio Capello zdecydował o wypożyczeniu zawodnika do Racingu Santander. Tam miał pewne miejsce w wyjściowym składzie i w 30 ligowych meczach zdobył 1 gola. Po sezonie nowy trener "Królewskich" - Bernd Schuster ściągnął zawodnika do Madrytu, a Balboa przedłużył kontrakt do 2011 roku. Latem 2008 roku działacze Realu zdecydowali się na sprzedaż zawodnika do Benfiki Lizbona. Suma odstępnego miała nieoficjalnie wynieść około 4 miliony euro. 28 stycznia 2010 Balboa został wypożyczony do grającego w hiszpańskiej Segunda División klubu FC Cartagena. Po występach dla portugalskiego zespołu SC Beira-Mar przeniósł się do innego klubu z Portugalii - GD Estoril Praia.

## Kariera reprezentacyjna
2 czerwca 2007 roku Balboa zadebiutował w reprezentacji Gwinei Równikowej w przegranym 0:2 meczu z Rwandą. 21 stycznia 2012 roku w meczu otwarcia Pucharu Narodów Afryki 2012 z Libią strzelił historycznego gola na wagę 3 punktów dla Gwinei Równikowej. Z dobrej strony pokazał się również na PNA w 2015 roku. Zdobył trzy gole w pięciu meczach, a jego kadra narodowa zajęła 4. miejsce w całym turnieju.